# Capitoli de I Cavalieri dello zodiaco

Copertina del primo volume dell'edizione Star Comics

Questa è la lista dei capitoli del manga Saint Seiya - I Cavalieri dello zodiaco di Masami Kurumada, pubblicato in originale da Shūeisha sulla rivista Weekly Shōnen Jump tra il 1985 e il 1990, e raccolto poi in 28 volumi tankōbon. L'edizione tankōbon conta 110 capitoli in luogo dei 246 serializzati su Weekly Shōnen Jump: infatti per la pubblicazione in volumi molti capitoli furono fusi tra loro per formare capitoli più lunghi, e per questo motivo diversi albi contengono insolitamente pochi capitoli. I capitoli che compongono la storia sono divisi in tre saghe: volumi 1-13: The Sanctuary, volumi 14-18: The Poseidon, volumi 19-28: The Hades. In coda alla prima saga, alla fine del tredicesimo volume, Kurumada ha aggiunto una storia breve avente come protagonista Hyoga dal titolo Natassia del paese di ghiaccio. Al termine dei tankobon 13 e 28 inoltre sono riportate anche le schede tecniche dei personaggi apparsi.
In seguito sono state pubblicate diverse riedizioni: la aizōban uscita nel 1995, la bunkoban del 2001 in 15 volumi e l'edizione kanzenban pubblicata in Giappone nel 2006 e composta da 22 volumi.
In Italia il manga è stato prima pubblicato dalla Granata Press in un'edizione di 42 numeri nei primi anni novanta, e successivamente dalla Star Comics in un'edizione di 28 volumi (come l'originale) tra il 2000 e il 2002. Dal 2008 al 2009 la casa editrice ha pubblicato I Cavalieri dello zodiaco - Saint Seiya - Perfect Edition, un'edizione composta da 22 volumi che rispecchia la kanzeban giapponese.
Nel 2021 è iniziata la pubblicazione di un'edizione shinsōban intitolata Saint Seiya Final Edition - che presenta dialoghi e disegni revisionati - edita in Giappone da Akita Shoten (già editore dei manga spin-off del franchise pubblicati dal 2002), e in Italia sempre da Star Comics. 
| Indice Lista volumi 1 2 3 4 5 6 7 8 9 10 11 12 13 14 15 16 17 18 19 20 21 22 23 24 25 26 27 28 Note |

## Lista dei volumi

### Edizione tankobon
Nella lista seguente viene riportata la suddivisione in capitoli dell'edizione tankobon, uscita fra il 1986 e il 1990. Nella seconda colonna sono indicati i numeri dell'edizione Granata Press degli anni '90 e tra parentesi quelli dell'edizione Star Comics del 2000 (allo stesso modo i primi titoli dell'elenco si riferiscono all'edizione Granata Press, mentre i secondi all'edizione Star Comics). Le date riportate si riferiscono invece riferite all'edizione Star Comics, la prima ad adottare una suddivisione in volumi uguale all'originale giapponese. 
| Nº Ja                                | Nº It      | Titolo italiano Giapponese 「Kanji」 - Rōmaji | Data di prima pubblicazione          | Data di prima pubblicazione |
| Nº Ja                                | Nº It      | Titolo italiano Giapponese 「Kanji」 - Rōmaji | Giapponese                           | Italiano                    |
| Chapter I: The Sanctuary (13 volumi) |            | |                                      |                             |
| 1                                    | 1-2 (1)    | I cavalieri dello zodiaco 1 (GP) I cavalieri dello zodiaco 2 (GP) I cavalieri dello zodiaco 1 (SC) 「女神の聖闘士」 - Atena no Seinto | 10 settembre 1986 ISBN 4-08-851754-7 | 1º giugno 2000              |
| 1                                    | 1-2 (1)    | Capitoli - 001. Il santo cavaliere di Atena / I sacri guerrieri della Dea Atena (女神の聖闘士?, Atena no Seinto) - 002. L'armatura di Pegasus / L'armatura di Pegasus (ペガサスの聖衣?, Pegasasu no Kurosu) - 003. L'armatura d'oro / Gold Cloth - l'armatura d'oro (黄金聖衣?, Gōrudo Kurosu) - 004. Battaglia galattica / Galaxian Wars (銀河戦争?, Gyarakushan Wōzu) |                                      |                             |
| 1                                    | 1-2 (1)    | Trama Un ragazzo giapponese di nome Seiya si sta allenando da anni in Grecia per potere riuscire a vincere in un torneo una corazza sacra conosciuta con il nome di "Cloth", il che farà di lui uno degli ottantotto sacri guerrieri della dea Atena (denominati "Saint"). Utilizzando il risveglio della sua personale e soprannaturale energia interiore chiamata "Cosmo" Seiya arriva a sconfiggere nella finale del torneo il suo avversario Cassios all'interno dell'arena del Santuario, conquistando in tal modo il Bronze Cloth di Pegasus, il quale gli viene affidato dal Gran Sacerdote (il rappresentante in terra di Atena) in persona, divenendo così ufficialmente un Bronze Saint. Tuttavia Seiya e la sua maestra Marin vengono attaccati dalla Silver Saint Shaina la notte seguente, poiché ella non vuole lasciare la sacra corazza in mano al ragazzo. Indossando per la prima volta il Cloth di Pegasus Seiya riesce a sconfiggere dopo un duro duello Shaina, per poi ritornare alla sua patria, il Giappone. Qui egli cerca di ritrovare la sorella maggiore scomparsa, da cui era stato separato anni prima da un ricchissimo uomo, ormai deceduto: Mitsumasa Kido. La nipote del ricco finanziere, Saori, gli propone di prendere parte alle "Galaxian Wars" (un torneo da lei organizzato a Tokyo contro altri nove Bronze Saint e trasmesso in mondovisione) con la promessa che in caso di vittoria potrà riunirsi alla sorella perduta. Nel primo incontro Seiya, dopo un inizio alquanto difficoltoso, riesce a battere Geki di Bear dopo avergli rotto le braccia. |                                      |                             |
| 2                                    | 2-3-4 (2)  | I cavalieri dello zodiaco 2 (GP) I cavalieri dello zodiaco 3 (GP) I cavalieri dello zodiaco 4 (GP) I cavalieri dello zodiaco 2 (SC) 「死闘！天馬対龍」 - Shitō! Pegasasu tai Doragon | 9 gennaio 1987 ISBN 4-08-851755-5    | 1º luglio 2000              |
| 2                                    | 2-3-4 (2)  | Capitoli - 005. Crystal, il guerriero dei ghiacci / Cygnus, il guerriero della steppa (キグナス 氷原の戦士?, Kigunasu Hyōgen no Senshi) - 006. Sirio, il maestro del pugno e dello scudo / Dragon, il pugno più potente e lo scudo più resistente (ドラゴン 最強の盾と拳?, Doragon Saikyō no Tate to Ken) - 007. Pegasus contro Sirio! Battaglia fatale! / Battaglia mortale! Pegasus contro Dragon (死闘！天馬対龍?, Shitō! Pegasasu tai Doragon) - 008. Axia! / Axia! (AXIA!?, Akushia!) |                                      |                             |
| 2                                    | 2-3-4 (2)  | Trama Hyoga, un ragazzo di origini russe, termina il suo addestramento da Saint nella Siberia orientale e alla fine ottiene il Bronze Cloth di Cygnus, ricevendo nel contempo direttamente dal Santuario l'ordine di uccidere tutti i Saint che stanno attualmente combattendo in Giappone. Ubbidiente Hyoga si dirige verso Tokyo per partecipare anche lui alla "Galaxian Wars" e in combattimento sconfigge il Bronze Saint Ichi dell'Hydra utilizzando il suo micidiale Cosmo congelante. Nell'incontro successivo Seiya affronta in un durissimo duello il potente Bronze Saint Shiryu di Dragon, il quale con i suoi poteri riesce a danneggiare il Cloth di Pagasus. Visto e considerato che lo scudo di Shiryu è indistruttibile Seiya utilizza uno stratagemma per costringere l'avversario a mandarlo in frantumi con il suo stesso pugno; dopo di che entrambi decidono di porre fine alla sfida combattendo a mani nude e senza alcuna corazza difensiva. Seiya riesce ad individuare il punto debole dell'avversario e infine lo sconfigge. A causa dei tremendi colpi subiti Shiryu si trova ad essere ferito gravemente, ma Seiya lo salva. Nell'incontro seguente il Bronze Saint Shun di Andromeda senza eccessive difficoltà colpisce e ferisce Jabu dell'Unicorno usando le sue prodigiose catene, ma entrambi vengono interrotti prima del termine effettivo della sfida dall'inaspettato sopraggiungere del Saint di Phoenix. |                                      |                             |
| 3                                    | 4-5 (3)    | I cavalieri dello zodiaco 4 (GP) I cavalieri dello zodiaco 5 (GP) I cavalieri dello zodiaco 3 (SC) 「フェニックス!地獄よりの戦士」 - Fenikkusu! Jigoku Yori no Senshi | 10 marzo 1987 ISBN 4-08-851756-3     | 1º agosto 2000              |
| 3                                    | 4-5 (3)    | Capitoli - 009. Phoenix, il guerriero venuto dall'inferno / Phoenix! Il guerriero tornato dall'inferno (フェニックス！地獄よりの戦士?, Fenikkusu! Jigoku Yori no Senshi) - 010. Il furto dell'armatura d'oro!! / Il Gold Cloth trafugato (うばわれた黄金聖衣?, Ubawareta Gōrudo Kurosu) - 011. Black four! / L'apparizione dei black four! (暗黒四天王！登場?, Burakku Fō! Tōjō) - 012. Il palazzo di Mur / Il palazzo di Mu (ムウの館?, Mū no Yakata) |                                      |                             |
| 3                                    | 4-5 (3)    | Trama Il Saint di Phoenix si rivela essere Ikki (il fratello maggiore di Shun) e afferma di volere uccidere tutti gli orfani che sono stati inviati da Kido a diventare Saint. Egli intende infatti vendicarsi di tutte le sofferenze subite sull'isola "Death Queen", il suo luogo di formazione e addestramento, un posto terribile dove ha coltivato solo la forza e l'odio spietato. Ikki prima attacca suo fratello Shun per poi subito dopo sconfiggere il Bronze Saint Nachi del Lupo: a questo punto ruba il "Gold Cloth", che avrebbe dovuto essere consegnato al vincitore del torneo, e poi fugge scomparendo come un fulmine. Seiya, Shun, Hyoga e Shiryu tentano inizialmente di fermarlo, ma vengono bloccati dai soldati di Ikki, i cosiddetti Black Saint che indossano armature identiche alla bronze cloth di Phoenix ma con l'unica differenza di essere di colore nero. I quattro si scontrano con loro e li sconfiggono, recuperando così anche alcuni pezzi del mistico Cloth dorato. Per prepararsi allo scontro finale contro Ikki, Shiryu si reca in Jamir, dove può fare riparare i Cloth Pegasus e Dragon. Per arrivare da colui che può aggiustare le armature giunge una zona deserta e maledetta dove, per potere proseguire nel suo cammino, è costretto a scontrarsi con dei fantasmi. Ikki intanto sfida i Bronze Saint in un combattimento all'ultimo sangue in una zona impervia e desolata sulle cime del Fuji, ma Shiryu non riesce a tornare per tempo. Tuttavia il Cloth di Seiya arriva presso le grotte Aokigahara vicino al monte Fuji. |                                      |                             |
| 4                                    | 5-6 (4)    | I cavalieri dello zodiaco 5 (GP) I cavalieri dello zodiaco 6 (GP) I cavalieri dello zodiaco 4 (SC) 「血戦!暗黒聖衣」 - Ketsusen! Burakku Kurosu | 8 maggio 1987 ISBN 4-08-851757-1     | 1º settembre 2000           |
| 4                                    | 5-6 (4)    | Capitoli - 013. Il temibile pugno assassino nero / Terrore del Kokushiken (黒死拳の恐怖?, Kokushiken no Kyōfu) - 014. Il Cigno contro la Fenice! Scontro d'eroi! / Accanimento! Cigno contro Fenice (凄絶！白鳥対鳳凰?, Seizetsu! Hakuchō tai Hōō) - 015. Andromeda! Nebulosa di rabbia! / Shun! La nebulosa furiosa! (瞬！怒りの星雲?, Shun! Ikari no Nebyura) - 016. Scontro all'ultimo sangue! Dragone contro Dragone!! / Battaglia cruenta! Drago contro Drago (激闘！龍対龍?, Gekitō! Ryū tai Ryū) - 017. Dolorosa memoria / Il ricordo dell'ira (憎しみの記憶?, Nikushimi no Kioku) |                                      |                             |
| 4                                    | 5-6 (4)    | Trama Seiya incontra un bambino di nome Kiki, il quale gli racconta che il suo maestro Mu ha riparato i Cloth, ma anche che Shiryu ha dovuto donare la maggior parte del suo sangue per riuscire nell'intento, finendo così per rischiare la vita. A questo punto Seiya, Shun e Hyoga si separano ed entrano ognuno in una differente grotta situata nei dintorni; Seiya affronta in un breve ma difficile duello Black Pegasus e, anche se riesce infine a sconfiggerlo, viene comunque gravemente ferito da uno dei suoi attacchi micidiali che mandano in circolo nel suo corpo un veleno potentissimo. Nel frattempo Hyoga affronta Black Swan e lo batte senza problemi; il Black Saint non avendo scampo finisce per suicidarsi. Hyoga subito dopo si reca da Ikki e lo affronta, ma il Saint della Fenice lo sconfigge grazie ad un messaggio telepatico lasciatogli da Black Swan prima di morire che gli descrive tutte le tecniche segrete di Hyoga; in tal modo riesce a bloccarle per poi attaccarlo con il suo colpo mentale, paralizzandolo. Shun intanto trova Seiya ferito e cerca di aiutarlo ma, prima di poterci riuscire, viene attaccato da Black Andromeda. Nonostante egli lo metta in seria difficoltà alla fine riesce a sconfiggerlo. Subito dopo però Shun viene attaccato anche da Black Dragon, ma in quel mentre giunge Shiryu, tornato per aiutare i suoi amici in pericolo nonostante il suo essere ancora gravemente debilitato. Egli si scontra con Black Dragon e il suo gemello e riesce a battere gli avversari per poi aiutare Seiya a salvarsi dal colpo velenifero di Black Pegasus. I tre Bronze Saint si recano da Ikki, raggiunti anche da Hyoga che si è salvato dal micidiale colpo di Fenix grazie alla croce regalatali dalla madre prima di morire. Hyoga con una tecnica speciale ritorce contro Ikki il suo attacco mentale, facendogli ricordare quanto ha dovuto patire durante i terribili allenamenti nell'isola in cui era stato mandato da bambino. |                                      |                             |
| 5                                    | 7-8 (5)    | I cavalieri dello zodiaco 7 (GP) I cavalieri dello zodiaco 8 (GP) I cavalieri dello zodiaco 5 (SC) 「白銀聖衣!美しき抹殺者」 - Shirubā Kurosu! Utsukushiki Hittoman | 10 luglio 1987 ISBN 4-08-851758-X    | 1º ottobre 2000             |
| 5                                    | 7-8 (5)    | Capitoli - 018. I ricordi dell'isola della Regina Nera / Il ricordo dell'isola Death Queen (デスクイーン島の追憶?, Desukuīntō no Tsuioku) - 019. Fenice immortale finisci in cenere! / Brucia, fenice! (不死鳥よ灰となれ！?, Fushichō yo Haito Nare!) - 020. Il cavaliere d'argento, bellissimo assassino! / Silver Cloth! Il bellissimo assassino (白銀聖衣！美しき抹殺者?, Shirubā Kurosu! Utsukushiki Hittoman) - 021. La medaglia dei maschi! / La medaglia al merito di un uomo (男の勲章?, Otoko no Kunshō) |                                      |                             |
| 5                                    | 7-8 (5)    | Trama Ikki continua a ricordare il terribile addestramento subito sull'Isola Death Queen e di come ha ottenuto il Cloth della Fenice, vale a dire sconfiggendo e uccidendo il suo stesso maestro (in questo frangente muore anche la sua amata Esmeralda), e poi recandosi nel territorio proibito dei Black Saint dove si è scontrato con loro, battendoli tutti e recuperando così il Cloth. Dopo essersi ripreso dal suo stesso attacco mentale attacca con furia rinnovata e ancora più forza di prima i suoi quattro avversari. Seiya viene salvato dal Cloth Gold del Sagittario che misteriosamente appare muovendosi da solo; Shiryu, Shun e Hyoga aiutano l'amico con il loro Cosmo e concedendogli di usare parti della loro stessa armatura. In tal modo riesce a sconfiggere Ikki, il quale finisce per comprendere e rendersi conto di quanto sia stato sempre un egoista, dal momento che anche tutti gli altri orfani come lui hanno dovuto duramente soffrire durante le esercitazioni. Improvvisamente sul Monte Fuji si crea una grande frana che sembra essere stata provocata da un colpo scagliato da un nemico sconosciuto, e prima che tutto crolli sui Saint, Ikki rivela a Seiya che ogni orfano è in realtà uno dei figli di Mitsumasa Kido, rendendoli di fatto fratellastri. Seiya viene poi teletrasportato da Mu e Kiki su una spiaggia, ma è improvvisamente attaccato da alcuni Silver Saint inviati dal Santuario per uccidere i Bronze Saint che hanno partecipato alla "Galaxian Wars". Tra di loro vi è anche la sua maestra Marin (Silver Saint dell'Aquila), che lo attacca per prima fingendo poi di averlo ucciso. Poco dopo però l'inganno viene scoperto e Seiya si ritrova a fronteggiare il Silver Saint della Lucertola Misty, che con le sue potenti tecniche riesce quasi ad ucciderlo; ma Seiya riesce a reagire e sviluppare così nuove tecniche con le quali finisce per uccidere il nemico. |                                      |                             |
| 6                                    | 8-9-10 (6) | I cavalieri dello zodiaco 8 (GP) I cavalieri dello zodiaco 9 (GP) I cavalieri dello zodiaco 10 (GP) I cavalieri dello zodiaco 6 (SC) 「戦え!女神のもとで」 - Tatakae! Atena no Moto de | 10 settembre 1987 ISBN 4-08-851759-8 | 1º novembre 2000            |
| 6                                    | 8-9-10 (6) | Capitoli - 022. Le sacre carte della resurrezione / Le Saint Card (復活の聖闘士カード?, Fukkatsu no Seinto Kādo) - 023. Pegasus! Attacca con rabbia! / L'attacco furioso di Seiya (星矢 怒りの攻撃！?, Seiya Ikari no Atakku!) - 024. Combattete in nome d'Athena! - Era proprio come una stella cadente… / Combattete per la Dea Atena (戦え！女神のもとで?, Tatakae! Atena no Moto de) |                                      |                             |
| 6                                    | 8-9-10 (6) | Trama I Silver Saint Moses della Balena e Asterion dei Cani da Caccia incontrano Marin e dopo avere scoperto che ella ha tentato di proteggere il suo ex allievo con un inganno, si scontrano con lei e la fanno prigioniera; ma Seiya giunge in suo soccorso. Dopo alcuni scontri Moses viene sconfitto da Seiya che però a sua volta viene battuto da Asterion. Intanto Marin grazie a Kiki si libera e affronta Asterion prima che quest'ultimo possa uccidere Seiya; dopo un duello nient'affatto facile lo sconfigge. Marin poi lascia un messaggio a Seiya in cui gli dice di proteggere Atena. Hyoga intanto si trova a dovere affrontare il potente Silver Saint Babel del Centauro e lo sconfigge. Seiya si ricongiunge poi a Shiryu, Shun e Hyoga per restituire il Gold Cloth a Saori. Saori rivela ai Saint che il Grande Sacerdote del Santuario è diventato un uomo malvagio, e il precedente proprietario del Gold Cloth la salvò quando era una neonata, poiché lei è la reincarnazione della Dea Atena protettrice della Terra intera, a cui tutti i Saint devono assoluta fedeltà e devozione: inizialmente nessuno di loro le crede, poi però devono riconsiderare tutta la situazione percependo nella ragazza un cosmo davvero enorme e splendente. Poco dopo ella viene rapita da un altro Silver Saint, Jamian del Corvo, e i quattro Bronze Saint accorrono subito in aiuto della ragazza. Il primo a raggiungere Jamian su di una montagna è Seiya che si scontra subito con lui, poi però giunge anche Shaina (Silver Saint dell'Ofiuco) e il Bronze Saint è costretto a fuggire insieme a Saori, inseguito dai due Silver Saint. Durante la fuga i due precipitano in un profondo crepaccio; Saori rimane illesa mentre Seiya invece si ferisce gravemente il braccio e rimane svenuto a terra. Giungono poi altri tre Silver Saint, Algol di Perseo, Dante di Cerbero e Capella dell'Auriga, che quasi riescono nell'intento di rapire e portar via con sé la giovane Saori: ma ecco che all'improvviso appare dal nulla il potente Ikki il quale si mette senza esitazione a protezione della ragazza. Phoenix uccide prima Jamian, per poi scontrarsi con Capella e sconfiggere pure lui. |                                      |                             |
| 7                                    | 10-11 (7)  | I cavalieri dello zodiaco 10 (GP) I cavalieri dello zodiaco 11 (GP) I cavalieri dello zodiaco 7 (SC) 「激突!黄金聖衣」 - Gekitotsu! Gōrudo Kurosu | 10 novembre 1987 ISBN 4-08-851760-1  | 1º dicembre 2000            |
| 7                                    | 10-11 (7)  | Capitoli - 025. Per un futuro splendente! / Per un futuro grandioso (大いなる未来のために?, Ooinaru Mirai no Tameni) - 026. La sfida di Ioria del Leone / La sfida di Aiolia del Leone (獅子座アイオリアの挑戦?, Leo Aioria no Chōsen) - 027. Scontro fatale! L'armatura d'oro! / Scontro fra Gold Cloth! (激突！黄金聖衣?, Gekitotsu! Gōrudo Kurosu) |                                      |                             |
| 7                                    | 10-11 (7)  | Trama Sulla montagna dove si svolgono i combattimenti di Ikki contro i Silver Saint in difesa di Saori e Seiya giungono anche Shun e Shiryu. Shun si scontra con Dante di Cerbero e dopo un breve duello breve lo abbatte, mentre Shiryu si scontra con Algol di Perseo che possiede lo scudo di Medusa capace di tramutare in pietra tutti coloro che lo guardano. Grazie al suo scudo del Dragone, Shiryu riesce a difendersi dal potere pietrificante dello scudo di Medusa, Shun invece rimane pietrificato. Algol si dimostra essere un avversario difficile e molto agguerrito, e alla fine Shiryu per poterlo sconfiggere è costretto ad accecarsi (unica maniera per proteggersi efficacemente da Medusa). Sconfitto il terribile avversario, Shun ritorna nella sua forma normale e insieme a Saori trasportano velocemente Seiya e Shiryu all'ospedale privato della fondazione Kido. Dopo qualche giorno Shiryu, divenuto ormai cieco, torna con la sua amata Shunrei in Cina a Goro-Ho, il luogo d'addestramento dove dimora il suo anziano maestro e dove intende recuperare il più possibile le forze. Seiya intanto viene attaccato nuovamente da Shaina in un bosco nelle vicinanze dell'ospedale in cui era anche lui in cura; qui si scopre che la ragazza/guerriero in realtà è affezionata e vuole bene a Seiya. Intanto al Santuario in Grecia, il Grande Sacerdote dà ordine al potente Gold Saint Aiolia del Leone di andare a Tokyo e recuperare l'armatura del Sagittario, per poi uccidere i cinque Bronze Saint da lui tacciati d'essere vili traditori. Aiolia accetta senza esitazione alcuna la missione affidatagli, e appena giunto in Grecia trova Seiya insieme a Shaina e subito ha l'occasione di dimostrarsi enormemente superiore a loro; infatti i Gold Saint sono i più potenti tra tutti i Saint e possono muoversi persino alla velocità della luce. Shaina si pone strenuamente in difesa di Seiya e rischia la vita al suo posto: questo gesto intenerisce Aiolia che decide andarsene senza uccidere Seiya. Ma ecco che subito appaiono altri tre Silver Saint: Algeti di Eracle, Dio della Mosca e Sirius del Cane Maggiore, che attaccano Seiya e stanno quasi per ucciderlo, quando appare in un lampo di luce la Gold Cloth del Sagittario che si dispone a protezione sul corpo di Seiya, il quale grazie ad essa riesce a sconfiggere facilmente i tre Silver Saint, nonostante le gravi ferite.Aiolia, alla vista dell'armatura del Sagittario che era appartenuta a suo fratello maggiore (Aiolos del Sagittario è colui che tredici anni prima salvò Saori/Atena), decide di sconfiggere Seiya per recuperare l'armatura d'oro. Dopo uno scontro animato dove Seiya si ritrova in difficoltà, arriva Saori: ella spiega ad Aiolia che il Gran Sacerdote è un malvagio e che lei è la Dea Atena. Dopo avergli dimostrato che non mente e dopo avergli raccontato la verità su suo fratello Aiolos e il nobile gesto che compì 13 anni prima sacrificando la sua stessa vita (in questo frangente appare anche il suo spirito), Aiolia in lacrime giura fedeltà ad Atena e torna in Grecia al Santuario pronto ad uccidere il Gran Sacerdote, ma in quel mentre ecco apparire un altro Gold Saint, Shaka delle Vergine. |                                      |                             |
| 8                                    | 11-12 (8)  | I cavalieri dello zodiaco 11 (GP) I cavalieri dello zodiaco 12 (GP) I cavalieri dello zodiaco 8 (SC) 「聖域!十二の宮殿」 - Sankuchuari! Jūni no Kyūden | 8 gennaio 1988 ISBN 4-08-851761-X    | 1º gennaio 2001             |
| 8                                    | 11-12 (8)  | Capitoli - 028. La battaglia decisiva! / Battaglia finale (決戦の時?, Kessen no Toki) - 029. Le dodici case del Santuario / Le dodici case! (聖域！十二の宮殿?, Sankuchuari! Jūni no Kyūden) - 030. Battaglia a casa del Toro d'Oro / La Battaglia a casa di Toro (金牛宮の戦闘?, Kingyūkyū no Batoru) - 031. Il labirinto della casa dei Gemelli / Il labirinto dei Gemelli (双子座の迷宮?, Jemini no Meikyū) |                                      |                             |
| 8                                    | 11-12 (8)  | Trama Aiolia si scontra con Shaka ma non si vede la fine del duello; intanto a Tokyo, Saori/Atena, Seiya, Shun e Hyoga decidono di recarsi al Santuario in Grecia per porre fine al malefico dominio del Gran Sacerdote. La mattina della partenza Shun viene bloccato dalla sua amica la "Saint donna" June del Camaleonte, la quale non vuole che il ragazzo vada al Santuario dove sicuramente rischierà la vita, ma alla fine ella viene convinta. Il gruppo arriva al Santuario dove Shiryu presto si unisce a loro; qui incontrano una guida che spiega loro che si trovano in un luogo sacro e proibito (il sacro Santuario di Atena) e che per giungere dal Gran Sacerdote dovranno superare una alla volta tutte le dodici case dello zodiaco custodite dai dodici leggendari Gold Saint. La guida si rivela essere il Silver Saint Tramy della Freccia che attacca i cavalieri, ma che però viene sconfitto rapidamente da Seiya. Saori viene allora colpita al petto da una freccia d'oro, per salvarle la vita i cavalieri dovranno superare le dodici case dello zodiaco entro dodici ore al massimo, giungendo in cima dove risiede il Gran Sacerdote, l'unico che può salvare la vita alla reincarnazione della dea. Il tempo viene scandito da una grande torre formata da una meridiana con i dodici segni zodiacali, i cui fuochi accesi rappresentano il tempo che hanno a disposizione i cavalieri. Seiya e compagni giungono alla prima casa dell'Ariete, dove incontrano Kiki e il Gold Saint Mu dell'Ariete, loro amico, che in un'ora ripara e rafforza le loro armature ed elargisce loro un prezioso insegnamento, cioè che l'unico modo per potere sconfiggere i Gold Saint è acquisire il settimo senso di cui loro stessi sono padroni. Il gruppo di eroi entra nella seconda casa, dove viene attaccato e sconfitto facilmente dal Gold Saint suo custode, Aldebaran del Toro; solo Seiya continua a combattere fino allo stremo delle forze rischiando la vita più volte contro il potentissimo avversario. Durante il disperato duello Seiya riesce ad acquisire il settimo senso e alla fine Aldebaran lo lascia passare, poiché inizia a dubitare del Gran sacerdote. Seiya giunge così alla terza casa dove una volta entrato si perde all'interno di un labirinto di illusioni per ritornare nuovamente al punto di partenza, ovvero all'entrata della casa. Aldebaran intanto lascia passare anche Hyoga, Shun e Shiryu dopo avere veduto il loro valore, e i tre giungono da Seiya. La casa dei Gemelli prodigiosamente sembra animarsi e si divide in due; per superarla, Shun e Hyoga entrano nella casa di destra, mentre Shiryu e Seiya in quella di sinistra. Essendo Shiryu privo di vista, non subisce le illusioni che sembrano prendere vita all'interno della casa dei gemelli, e riesce a portare Seiya fuori da essa, mentre Shun e Hyoga incontrano grandi difficoltà. All'improvviso si palesa il Gold Saint dei Gemelli che è misteriosamente senza volto. |                                      |                             |
| 9                                    | 13-14 (9)  | I cavalieri dello zodiaco 13 (GP) I cavalieri dello zodiaco 14 (GP) I cavalieri dello zodiaco 9 (SC) 「我が女神のために」 - Waga Megami no Tameni | 10 marzo 1988 ISBN 4-08-851762-8     | 1º febbraio 2001            |
| 9                                    | 13-14 (9)  | Capitoli - 032. L'illusione di Gemini / Illusioni nella casa dei Gemelli (双子座の幻影?, Jemini no Gen'ei) - 033. Scontro mortale alla casa del Cancro / Battaglia mortale nella casa del Cancro (巨蟹宮の死闘?, Kyokaikyū no Shitō) - 034. Per la mia Dea / Per la mia Dea (我が女神のために?, Waga Megami no Tameni) |                                      |                             |
| 9                                    | 13-14 (9)  | Trama Il Gold Saint dei Gemelli, che si rivela essere un'armatura d'oro vuota manovrata da lontano dal Gran Sacerdote, colpisce Shun e Hyoga con una tecnica dimensionale che scaglia il cavaliere del cigno in un'altra dimensione; Shun invece grazie ai poteri della sua catena riesce a salvarsi, anche se si ritrova in grande difficoltà contro l'avversario. Dopo alterne vicende, al momento più critico Shun avvicina il suo cosmo al 7° senso e riesce finalmente a sconfiggere l'armatura dei Gemelli. Intanto Hyoga si ritrova misteriosamente teletrasportato alla settima casa della Bilancia dove incontra il suo maestro, il Gold Saint Camus dell'Aquario, che lo attacca poiché vuole insegnare a tutti i costi al suo allievo come acquisire il 7° senso. Hyoga a causa dei suoi ricordi familiari non riesce a farlo, e alla fine Camus lo sconfigge rinchiudendolo a malincuore in un feretro di ghiaccio eterno. Nel frattempo Shiryu e Seiya giunti alla quarta casa notano che è tutta tappezzata di teste, che rappresentano le numerose vittime di Death Mask il temibile Gold Saint di Cancer. Seiya riesce ad uscire dalla quarta casa; Shiryu invece combatte contro il Gold Saint il quale scaglia la sua anima nella Yomotsu Hirasaka, una dimensione che rappresenta l'entrata del regno dei morti. Grazie ad Atena l'anima di Shiryu riesce a tornare nel regno dei vivi, ma Death Mask la scaglia nuovamente nella Yomotso Hirasaka e poi si teletrasporta lì per gettare personalmente l'anima di Shiryu nel pozzo del mondo della morte che conduce definitivamente nell'oltretomba. Dopo un lungo scontro pieno di alterne vicende, alla fine Shiryu acquisendo il settimo senso riesce a sconfiggere Death Mask, e la sua anima può ritornare finalmente nel proprio corpo nel mondo dei vivi, dove incontra Shun. Intanto Seiya entrato alla quinta casa viene attaccato dalle tecniche alla velocità della luce di Aiolia, che posseduto dalla tecnica mentale del Gran Sacerdote non riconosce l'amico. |                                      |                             |
| 10                                   | 14-15 (10) | I cavalieri dello zodiaco 14 (GP) I cavalieri dello zodiaco 15 (GP) I cavalieri dello zodiaco 10 (SC) 「シャカ!神に近い男」 - Shaka! Kami ni Chikai Otoko | 10 maggio 1988 ISBN 4-08-851763-6    | 1º marzo 2001               |
| 10                                   | 14-15 (10) | Capitoli - 035. Shaka, l'uomo più vicino a Dio / Shaka, l'uomo più vicino a Dio (シャカ！もっとも神に近い男?, Shaka! Kami ni Chikai Otoko) - 036. Il segreto dell'armatura della Bilancia / Il segreto del cloth della Bilancia (天秤座の聖衣の秘密?, Raibura no Kurosu no Himitsu) - 037. Crystal contro lo Scorpione / Lo Scorpione contro il Cigno (蠍対白鳥?, Sasori tai Hakuchō) |                                      |                             |
| 10                                   | 14-15 (10) | Trama Seiya viene ferito dalle tecniche alla velocità della luce di Aiolia, e proprio quando tutto sembra perduto, giunge in suo aiuto Cassios, che sacrifica la sua vita per salvare quella di Seiya. Seiya a questo punto usando il 7° senso, colpisce Aiolia e lo risveglia dal colpo mentale del Sacerdote. Poi, dopo avere pianto sul cadavere del nobile Cassios, insieme agli altri saint giunti alla quinta casa, si dirigono alla 6ª. Entranti alla sesta casa, si trova ad affrontare il potentissimo Shaka della Vergine, il Gold Saint denominato "Uomo più vicino agli Dei", il quale con i suoi poteri sconfigge senza problemi: Seiya, Shun e Shiryu. Un attimo prima che il Gold Saint dia il colpo di grazia ai 3, giunge in loro aiuto Ikki di Phoenix, che ingaggia una feroce, mitica e lunga battaglia contro il custode della 6ª casa. Alla fine, sacrificando la sua vita riesce a sconfiggere il potentissimo gold saint, in tal modo, Seiya, Shun e Shiryu possono uscire dalla 6ª casa è raggiungere la settima, nella quale salvano Hyoga dalla bara di ghiaccio eterno, utilizzando le armi d'oro della Bilancia, che il maestro di Shiryu concede loro di usare. Shiryu e Seiya poi si dirigono all'8° casa, mentre Shun usando il suo cosmo salva Hyoga dalla morte, riscaldando il suo corpo. I due bronze saint intanto entrati nella casa dello scorpione, si trovano di fronte il gold saint Milo dello Scorpione, che li paralizza con la sua tecnica chiamata "Restrinction", e poi li sta per colpire con la sua mortale tecnica chiamata "Scarltet Needle", ma proprio in quel momento giunge Hyoga, che decide di combattere da solo contro Milo, permettendo agli altri tre saint di proseguire. |                                      |                             |
| 11                                   | 16-17 (11) | I cavalieri dello zodiaco 16 (GP) I cavalieri dello zodiaco 17 (GP) I cavalieri dello zodiaco 11 (SC) 「少年たちよ!女神を託す」 - Shōnen Tachi yo! Atena wo Takusu | 8 luglio 1988 ISBN 4-08-851764-4     | 1º aprile 2001              |
| 11                                   | 16-17 (11) | Capitoli - 038. Oltre la morte / Nonostante sia morto, continua ad avanzare! (死すとも進む！?, Shisutomo Susumu!) - 039. A voi affido Atena! / Ragazzi, vi affido Atena! (少年たちよ！女神を託す?, Shōnen Tachi yo! Atena wo Takusu) - 040. Shura, l'uomo dalla sacra spada / Shura, l'uomo che brandisce la spada sacra! (シュラ！聖剣をもつ男?, Shura! Ekusukaribā wo Motsu Otoko) - 041. Il gelo assoluto / La potenza dell'aria congelante, lo zero assoluto (究極の凍気！絶対零度?, Kyūkyoku no Tōki! Zettai Reido) |                                      |                             |
| 11                                   | 16-17 (11) | Trama Hyoga viene colpito da quattordici Scarlet Needle di Milo, le micidiali punture dello scorpione che lo uccidono lentamente. La quindicesima, il cui nome è Antares, sarà quella definitiva. Lo scontro finale tra i due è cruento, ma alla fine Milo, commosso dall'eroicità di Hyoga, decide di salvargli la vita e di farlo proseguire. Alla nona casa tutti e quattro i cavalieri di bronzo si rincontrano, e in essa insieme all'armatura del sagittario, trovano un messaggio di Aiolos scritto tredici anni prima, che consegna le sorti di Atena, nella nuova generazione dei saint. Nel mentre tutte e dodici le armature d'oro emanano una vibrazione, una sorta di musica triste chiamata "Eufonia", la quale si verifica solo quando le dodici armature si trovano vicine. Proseguendo, i quattro giungono alla decima casa dove Shiryu affronta da solo, il suo custode, il gold saint Shura del Capricorno, che nel suo braccio possiede la sacra spada "Excalibur" capace di tagliare qualsiasi cosa. Dopo un duello cruento, Shiryu utilizzando la potentissima tecnica proibita chiamata "Rozan Kouryu-ha" riesce ad avere la meglio sul gold saint, ma solo a costo della propria vita. All'undicesima casa Hyoga incontra nuovamente il suo maestro Camus, che decide di affrontare da solo per dimostrargli di essere "cresciuto" sia cosmicamente che spiritualmente. Dopo un duro duello nel quale Camus era sempre in vantaggio, Hyoga riesce miracolosamente ad acquisire lo "zero assoluto" e, in un ultimo scontro finale con il proprio maestro, riesce a sconfiggerlo usando la stessa tecnica del maestro "Aurora Execution"(la più potente tecnica delle arti marziali congelanti), anche lui però, all'apparenza sacrificando la vita. |                                      |                             |
| 12                                   | 17-18 (12) | I cavalieri dello zodiaco 17 (GP) I cavalieri dello zodiaco 18 (GP) I cavalieri dello zodiaco 12 (SC) 「教皇の間の死闘」 - Kyōkō no ma no Shitō | 9 settembre 1988 ISBN 4-08-851765-2  | 1º maggio 2001              |
| 12                                   | 17-18 (12) | Capitoli - 042. Il funerale della rosa / Corteo funebre di rose (バラの葬列?, Bara no Sōretsu) - 043. La battaglia nella sala del Gran Sacerdote / Battaglia mortale nelle stanze del gran sacerdote (教皇の間の死闘！?, Kyōkō no ma no Shitō!) - 044. Gemini, l'uomo dalle due anime / Gemelli ! L'uomo dalle due facce (ジェミニ！ふたつの顔をもつ男?, Jemini! Futatsu no Kao wo Motsu Otoko) |                                      |                             |
| 12                                   | 17-18 (12) | Trama Seiya e Shun giungono nella 12ª casa dello zodiaco, dove incontrano il suo custode, il gold saint Aphrodite dei Pesci. Seiya oltrepassa la casa, ma cade in terra svenuto a causa del veleno delle rose rosse create dal gold saint che ricoprono la scalinata che conduce in cima al Santuario, tale veleno lo sta uccidendo lentamente. Shun intanto affronta Aphrodite, che si svela essere colui che ha ucciso il suo maestro, il silver saint Dedalus. Il gold saint è in netto vantaggio, grazie ai suoi poteri delle rose rosse e nere distrugge l'armatura di Shun e sta per infliggergli il colpo di grazia, quando il cavaliere brucia al massimo il suo cosmo e usa la sua potentissima e segreta tecnica chiamata "Nebula Storm", con la quale uccide il gold saint. Però anche Shun cade per terra in fin di vita, poiché la rosa bianca di Aphrodite lo ha trafitto al cuore e lo sta uccidendo pian piano. Seiya viene salvato dal veleno delle rose rosse dalla sua maestra Marin, che gli permette di giungere in cima al Santuario, dove affronta il Gran Sacerdote, che inizialmente si dimostra buono e gentile, e gli rivela che per salvare Atena bisogna utilizzare il sacro scudo della Dea, posto a fianco alla statua della dea, poi però il Sacerdote si trasforma in un guerriero spietato simile ad un demone. Il Gran Sacerdote possiede una doppia personalità, una buona come un Angelo, l'altra malvagia come un Demone. Seiya combatte disperatamente contro di lui ma non riesce a sconfiggerlo, anzi è lui che sta per essere ucciso, quando giunge in suo aiuto Ikki, risorto a nuova vita grazie a Shaka. Ma anche Ikki non riesce a sconfiggere l'avversario il quale si dimostra troppo potente. |                                      |                             |
| 13                                   | 19-20 (13) | I cavalieri dello zodiaco 19 (GP) I cavalieri dello zodiaco 20 (GP) I cavalieri dello zodiaco 13 (SC) 「女神復活」 - Atena Fukkatsu | 10 novembre 1988 ISBN 4-08-851766-0  | 1º giugno 2001              |
| 13                                   | 19-20 (13) | Capitoli - 045. Il suo nome è Gemini / Il suo nome è Saga (その名はサガ！?, Sono na wa Saga!) - 046. Le risorse di Athena / La rinascita di Atena! (女神復活！！?, Atena Fukkatsu!!) - SPECIAL. La storia di Crystal / The Cygnus Story: Natassia del paese di ghiaccio (THE CYGNUS STORY 氷の国のナターシャ?, The Cygnus Story — Kōri no Kuni no Natāsha) |                                      |                             |
| 13                                   | 19-20 (13) | Trama Il Sacerdote rivela la sua identità, è il gold saint Saga dei Gemelli, che tredici anni prima ha ucciso il vero Sacerdote prendendone il posto, e che ha l'obbiettivo di diventare il padrone del mondo, dopo la morte di Atena. Intanto manca pochissimo allo scadere delle dodici ore, Ikki viene annientato definitivamente dalla micidiale tecnica di Saga, la "Galaxian Explosion", ma Seiya unendo il suo cosmo con quello degli spiriti degli altri quattro Cavalieri amici, riesce a colpire Saga con un potentissimo Pegasus Suisei-ken che all'apparenza sconfigge Saga. Poi con le ultime forze rimaste giunge alla statua della dea e afferra lo scudo sacro il quale emana una luce dorata che colpisce Atena alla prima casa; tale luce investe anche Saga che era ancora vivo, e che ripresosi stava per colpire a morte Seiya. La luce sacra dello scudo distrugge la parte malvagia di Saga, lasciando solo quella buona. La freccia d'oro scompare, e Atena si riprende, dimostrando tutto il suo immenso cosmo che si eleva come una colonna di luce. Poi, oltrepassa le dodici case nelle quali i gold saint sopravvissuti le giurano fedeltà, e giunge in cima al Santuario dove incontra Saga, il quale si suicida dinnanzi alla dea, squarciandosi il petto per espiare le colpe commesse dalla sua parte malvagia. The Cygnus Story In questa storia breve Hyoga va in Siberia per incontrare un gruppo di guerrieri capitanati dal "Blue Warrior" Alexander. Costui è il figlio di Piotre il re di Blue Grado (una città leggendaria e nascosta nelle lande gelide della Siberia) che gli propone di passare dalla sua parte, poiché intende conquistare con la forza varie città situate nelle terre più calde e soleggiate. Hyoga rifiuta, e Alexander lo colpisce con la sua tecnica segreta chiamata "Blue Impulse" che mette K.O. il Saint, il quale viene incarcerato nelle prigioni della città, dove incontra Natassia, sorella di Alexander, una ragazza molto simile nell'aspetto alla madre defunta di Hyoga. Alexander uccide suo padre, che era un pacifista, e diviene il nuovo re di Blue Grado, intanto il saint del Cigno viene liberato dalla ragazza, e sconfigge facilmente diversi guerrieri della città, poi affronta nuovamente Alexander, e questa volta lo sconfigge (senza ucciderlo). Poi, poco dopo, salva Natassia dal ghiaccio in cui la ragazza era accidentalmente finita, che stava per ucciderla, e la affida ad Alexander il quale ormai non ha più volontà da conquistatore. Nel finale Hyoga afferma che anche sua madre si chiamava Natassia. |                                      |                             |
| Chapter II: The Poseidon (5 volumi)  |            | |                                      |                             |
| 14                                   | 20-21 (14) | I cavalieri dello zodiaco 20 (GP) I cavalieri dello zodiaco 21 (GP) I cavalieri dello zodiaco 14 (SC) 「戴冠!海皇ポセイドン!」 - Taikan!! Kaiō Poseidon | 10 gennaio 1989 ISBN 4-08-851767-9   | 1º luglio 2001              |
| 14                                   | 20-21 (14) | Capitoli - 047. Il tempio sottomarino / Il tempio nel fondo del mare (海底神殿?, Kaitei Shinden) - 048. La melodia della morte / Melodia mortale (死の旋律?, Shi no Merodi) - 049. L'incoronazione di Nettuno, re del mare / L'incoronazione! Poseidone, il Dio dei mari! (戴冠！！海皇ポセイドン！?, Taikan!! Kaiō Poseidon!) - 050. Resurrezione! Le nuove armature! / Rinascita! I nuovi cloth! (復活！新生聖衣?, Fukkatsu! Nyū Kurosu) |                                      |                             |
| 14                                   | 20-21 (14) | Trama È passato un mese dalla battaglia al Santuario, e i Bronze Saint sono nell'ospedale della grande fondazione, in coma, vegliati da Saori. Intanto Saori partecipa ad una festa in Grecia, il compleanno di Julian Solo, il figlio di un ricchissimo proprietario di navi, durante la festa Julian propone a Saori di sposarlo, ma ella rifiuta, è se ne va. Quella stessa sera, Julian lungo una spiaggia vicino a Cap Sunion, viene avvicinato da Tethis, una guerriera del dio Poseidon (Marina), che lo porta nel regno sommerso di Poseidon, nella profondità del mar Mediterraneo, dove vi è il tempio del dio. Qui Tethis rivela al ragazzo che dentro di lui dorme lo spirito del dio dei Mari, Poseidon, quindi è predestinato a diventare un dio. Intanto un guerriero Marina cerca di rapire Saori, ma viene ucciso da Aiolia che protegge la dea. Nell'ospedale un altro Marina, questa volta però è un "General", Sorrento di Siren, cerca di uccidere i bronze saint in coma, ma vengono salvati da Aldebaran del Toro, che combatte contro il General, è rischia anche la vita per via dei micidiali poteri musicali del guerriero marino. Saori ferma il duello, è decide di seguire il General nelle profondità del regno sommerso per parlare con Poseidon. Qui scopre che Julia/Poseidon vuole scatenare un nuovo diluvio universale (come Poseidon fece nell'antichità), per sterminare tutta la razza umana ed edificare un nuovo mondo puro e senza malvagità; Atena per salvare l'umanità, decide di rallentare il diluvio rinchiudendosi nella "Main Bread Winner", la colonna portante del tempio di Poseidon. Intanto i bronze saint si risvegliano dal coma, è vanno da Dohko, a Goro-oh, dove apprendono ciò che è accaduto, è ricevono anche delle nuove bronze cloth, le quali sono state rigenerate grazie al sangue degli amici gold saint, poi partono per il regno sommerso di Poseidon, seguendo Tethis. |                                      |                             |
| 15                                   | 21-22 (15) | I cavalieri dello zodiaco 21 (GP) I cavalieri dello zodiaco 22 (GP) I cavalieri dello zodiaco 15 (SC) 「海底神殿!七本の柱」 - Kaitei Shinden! Nanahon no Hashira | 10 marzo 1989 ISBN 4-08-851768-7     | 1º agosto 2001              |
| 15                                   | 21-22 (15) | Capitoli - 051. L'armatura di bronzo dal colore d'oro / Il bronze cloth d'oro (黄金色の青銅聖衣！?, Kin'iro no Buronzu Kurosu!) - 052. La colonna dell'Oceano Pacifico del Sud / Battaglia mortale! La colonna dell'Oceano Pacifico Meridionale! (死闘！南太平洋の柱?, Shitō! Saosu Pashifikku Pirā) - 053. La catena color oro / Catene d'oro! (黄金色の鎖?, Kin'iro no Chēn) - 054. La lancia d'oro contro Excalibur / La lancia d'oro contro la sacra spada Excalibur (黄金の槍V.S.聖剣?, Gōruden no Ransu bāsasu Ekusukaribā) |                                      |                             |
| 15                                   | 21-22 (15) | Trama Seiya sconfigge facilmente Baian del Cavallo del Mare, mentre la sua armatura ora ha il potere dell'armatura d'oro. Quindi procede a distruggere il pilastro usando l'armatura della Bilancia che è stato portata da Kiki. Allo stesso tempo, Shun combatte il guardiano dal pilastro dell'Oceano Pacifico meridionale, Io di Scilla. Mentre Scilla crea bestie con il cosmo Shun le sconfigge tutte con la sua catena di Andromeda, che prende forma di oggetti. Shun sconfigge Scilla e distrugge il suo pilastro con l'armatura della Bilancia. Nel frattempo Shiryū combatte contro Krishna di Crisaore, che è il guardiano della colonna dell'Oceano Indiano. Mentre la lancia di Krishna batte Shiryū, in Shiryū si rissveglia Excalibur, una "spada" nel suo braccio destro che Shura gli ha dato prima di morire nell'atmosfera. |                                      |                             |
| 16                                   | 23-24 (16) | I cavalieri dello zodiaco 23 (GP) I cavalieri dello zodiaco 24 (GP) I cavalieri dello zodiaco 16 (SC) 「心の狩人」 - Kokoro no Karyūdo | 10 maggio 1989 ISBN 4-08-851769-5    | 1º settembre 2001           |
| 16                                   | 23-24 (16) | Capitoli - 055. Colpisci il punto vitale! / Colpire i Chakra! (星命点を斬れ！?, Seimeiten wo Kire!) - 056. Il predatore delle anime / Cacciatore del cuore (心の狩人?, Kokoro no Karyūdo) - 057. La rivendicazione / Vendetta furiosa (怒りの報復?, Ikari no Hōfuku) - 058. L'amico tra i ghiacci / Isaac! Una vecchia amicizia congelata (アイザック！凍りついた旧友?, Aizakku! Kōritsuita Kyūyū) |                                      |                             |
| 16                                   | 23-24 (16) | Trama Usando Excalibur, Shiryū riesce a sconfiggere Krishna e distrugge il pilastro. Tuttavia finisce per essere gravemente ferito e non è in grado di continuare. Shun scopre che Seiya e Hyōga sono stati sconfitti al pilastro dell'Oceano Antartico, ed è attaccato dal guardiano Kaysa di Lymande, che può trasformarsi in chiunque desideri e sconfigge Shun, dopo essersi trasformato in Ikki. Il vero Ikki lo salva e affronta Lymande, uccidendolo facilmente poiché nessuna delle trasformazioni lo colpisce. Mentre Ikki distrugge il pilastro Hyōga si sveglia e si dirige a distruggere il Pilastro dell'Oceano Artico, imbarazzato dalla sua precedente sconfitta. Scopre che il guardiano è il suo amico d'infanzia, Isaac del Kraken, che ha perso un occhio proteggendo Hyōga da una forte corrente in Siberia. |                                      |                             |
| 17                                   | 24-25 (17) | I cavalieri dello zodiaco 24 (GP) I cavalieri dello zodiaco 25 (GP) I cavalieri dello zodiaco 17 (SC) 「響け!女神の祈り」 - Hibike! Atena no Inori | 10 luglio 1989 ISBN 4-08-851770-9    | 1º ottobre 2001             |
| 17                                   | 24-25 (17) | Capitoli - 059. Di nuovo amici dopo la morte / Un caro amico, anche dopo la morte… (友よ 死してまた?, Tomo yo Shishite Mata) - 060. La resurrezione di Gemini! / Il ritorno del Saint dei Gemelli (双子座！ふたたび?, Jemini! Futatabi) - 061. La preghiera di Atena / La preghiera di Atena! (響け！女神の祈り?, Hibike! Atena no Inori) - 062. Il conflitto tra le due anime / Conflitto fra due anime (相剋！ふたつの魂?, Sōkoku! Futatsu no Tamashii) |                                      |                             |
| 17                                   | 24-25 (17) | Trama Hyōga decide di combattere dopo che Isaac tenta di uccidere Kiki per prendere l'Armatura della Bilancia. Hyōga uccide Isacc e distrugge il pilastro. Mentre va al tempio di Poseidone Ikki viene attaccato dal Generale Dragone del Mare, che si rivela essere Kanon, il fratello gemello di Saga. Kanon invia facilmente Ikki in un'altra dimensione riducendo il numero di nemici che combattono contro Poseidone. Seiya, Shaina, Hyōga e Shiryū cercano di combattere Poseidone, ma vengono sconfitti dal suo Cosmo. L'anima di Aiolos manda la sua armatura di Sagittario ad aiutare i saint e Seiya la indossa. Allo stesso tempo Shun affronta Siren di Sorrento e lo sconfigge per distruggere il pilastro del Sud Atlantico. Ikki riesce a tornare a combattere Kanon e attacca il suo cervello per scoprire come Saga lo ha imprigionato anni fa, poiché Kanon voleva uccidere Atena. |                                      |                             |
| 18                                   | 26-27 (18) | I cavalieri dello zodiaco 26 (GP) I cavalieri dello zodiaco 27 (GP) I cavalieri dello zodiaco 18 (SC) 「蒼き波涛の果て」 - Aoki Hatō no Hate | 8 settembre 1989 ISBN 4-08-851533-1  | 1º novembre 2001            |
| 18                                   | 26-27 (18) | Capitoli - 063. La rinascita dell'imperatore del mare / Il mistero della rinascita del re dei mari (海皇復活の謎?, Kaiō Fukkatsu no Nazo) - 064. Scaglia la freccia d'oro! / Scocca la freccia d'oro! (射て！黄金の一矢?, Ute! Ōgon no Isshi) - 065. Le tre frecce / Le tre frecce (三本の矢?, Sanbon no ya) - 066. Il crollo del sostegno principale / La distruzione della Main Breadwinner! (崩壊！メインブレドウィナ?, Hōkai! Mein Buredowina) - 067. La fine del mare azzurro / Alla fine… solo onde blu (蒼き波濤の果て?, Aoki Hatō no Hate) |                                      |                             |
| 18                                   | 26-27 (18) | Trama Seiya spara le frecce del Sagittario a Poseidone, ma vengono ripetutamente respinte. Seiya, aiutato dai suoi amici, riesce ad attaccare con successo Poseidone, facendolo rimanere confuso. Nel frattempo Ikki scopre che Kanon ha mentito a Poseidone per diventare generale e distrugge il pilastro del Nord Atlantico con l'aiuto di Sorrento. Poseidone attacca improvvisamente i cavalieri, ma Hyōga e Shiryū sono protetti dalle armature dell'Acquario e della Bilancia. Seiya, Shiryū e Hyōga quindi attaccano insieme Poseidone e riescono a sconfiggerlo. Per distruggere il Pilastro Centrale dove si trova Saori, Hyōga e Shiryū lanciano Seiya sul pilastro in modo che possa colpirlo con tutta la sua potenza. Il pilastro viene distrutto, ma Poseidone si risveglia di nuovo, eliminando tutti i cavalieri. Appare Saori e intrappola Poseidone nella sua anfora, che è rimasta nascosta nel pilastro. |                                      |                             |
| Chapter III: The Hades (10 volumi)   |            | |                                      |                             |
| 19                                   | 28-29 (19) | I cavalieri dello zodiaco 28 (GP) I cavalieri dello zodiaco 29 (GP) I cavalieri dello zodiaco 19 (SC) 「復活!ハーデス百八の魔星」 - Fukkatsu!! Hādesu Hyaku-hachi no Masei | 10 novembre 1989 ISBN 4-08-851534-X  | 1º dicembre 2001            |
| 19                                   | 28-29 (19) | Capitoli - 068. Ades e le 108 costellazioni demoniache / La rinascita di Hades e delle 108 stelle malefiche! (復活！ハーデス百八の魔星?, Fukkatsu!! Hādesu Hyaku-hachi no Masei) - 069. Il grido di dolore, le lacrime di sangue / Lacrime di sangue! (慟哭！血の涙?, Dōkoku! Chi no Namida) - 070. L'orologio a fiaccole si riaccende / L'orologio si accende ancora! (火時計！ふたたび燃ゆる?, Hidokei! Futatabi Moyuru) - 071. Il pentimento di Kanon / La sanguinosa confessione del Saint dei Gemelli! (ジェミニ！血の懺悔?, Jemini! Chi no Zange) |                                      |                             |
| 19                                   | 28-29 (19) | Trama Il sigillo del dio degli inferi e il nemico più forte di Atena, Hades, è frantumato. Hades fa rivivere i Gold Saint Afrodite, Deathmask, e l'insegnante di Mu ed ex Gran Sacerdote, Shion dell'Ariete, per uccidere Saori. Mu non è in grado di attaccare il suo insegnante, e Seiya cerca di aiutarlo. Tuttavia, Mu trasporta Seiya fuori dal Santuario poiché Saori proibisce ai Bronze di combattere. Shion quindi salva Deathmask e Afrodite da Mu e li nel castello di Hades, dove vengono uccisi dallo Spettro Rhadamante della Viverna. Essendo anche loro resuscitato da Ade, Saga, Camus e Shura tentano poi di uccidere Mu, ma Shion dice loro di andare a uccidere Saori. L'insegnante di Shiryū, Dohko della Bilancia, salva Mu e gli ordina di seguire il gruppo di Saga mentre lui affronta Shion. Mentre Mu segue il gruppo di Saga, scopre che diversi Specter sono stati inviati al Santuario, con uno di loro che ha già ucciso Aldebaran. Il gruppo di Saga entra nel Tempio dei Gemelli, dove viene attaccato da Kanon. Saga scopre che Kanon sta facendo illusioni e lo sconfigge. Milo e Saori trovano Kanon nella stanza del Gran Sacerdote e Milo cerca di ucciderlo pensando che sia ancora malvagio. Tuttavia Milo si ferma quando vede Kanon come il nuovo cavaliere di Gemini. |                                      |                             |
| 20                                   | 29-30 (20) | I cavalieri dello zodiaco 29 (GP) I cavalieri dello zodiaco 30 (GP) I cavalieri dello zodiaco 20 (SC) 「激闘!十二宮」 - Gekitō! Jūnikyū | 10 gennaio 1990 ISBN 4-08-851535-8   | 1º gennaio 2002             |
| 20                                   | 29-30 (20) | Capitoli - 072. La casa del Cancro: il mondo della morte / Il mondo dei morti all'interno del palazzo del grande Cancro (巨蟹宮の中の死界?, Kyokaikyū no Naka no Shikai) - 073. La resurrezione di Dauko / La rinascita di Doko! (童虎復活！?, Dōko Fukkatsu!) - 074. La farfalla del mondo della morte / Fairy, le farfalle del mondo della morte! (死界の蝶！フェアリー?, Shikai no Chō! Fearī) |                                      |                             |
| 20                                   | 29-30 (20) | Trama Saga, Shura e Camus entrano nel Tempio del Cancro e vengono attaccati dalle illusioni create da Shaka. Presto il gruppo di Saga scompare e Shion tenta di seguirli, ma viene attaccato da Dohko e Shiryū. Essendo vecchio ora Dohko è sopraffatto da Shion, ma presto rivela un'abilità che gli consente di recuperare la sua giovinezza. Ora, indossando la l'armatura della Bilancia, Dohko combatte Shion, ed entrambi i loro Cosmo spariscono. Mu entra nel Tempio del Cancro e scopre che gli Specter hanno anche perso il gruppo di Saga. Mu viene quindi affrontato dallo Specter Myu di Papillon, che usa abilità psichiche come lui. Dopo una lunga lotta Mu sconfigge Myu e si dirige al tempio successivo. |                                      |                             |
| 21                                   | 31-32 (21) | I cavalieri dello zodiaco 31 (GP) I cavalieri dello zodiaco 32 (GP) I cavalieri dello zodiaco 21 (SC) 「沙羅双樹の下に」 - Sarasōju no Shita ni | 9 marzo 1990 ISBN 4-08-851536-6      | 1º febbraio 2002            |
| 21                                   | 31-32 (21) | Capitoli - 075. Il leone d'oro dalle zanne scoperte / Il leone d'oro mostra le zanne (牙むく黄金の獅子?, Kiba Muku Ōgon no Shishi) - 076. I 108 grani del rosario / Le 108 stelle (百八の珠?, Hyaku Hachi no Tama) - 077. Sotto l'albero di Sala / Ai piedi dello Sharasoju (沙羅双樹の下に。。。?, Sarasōju no Shita ni...) - 078. Poesia per Athena / Lo affido ad Atena… (女神に託す。。。?, Atena ni Takusu...) |                                      |                             |
| 21                                   | 31-32 (21) | Trama Aiolia viene attaccata da diversi Specter che sono in grado di andare al tempio successivo mentre Raimi del Verme affronta Aiolia. Tuttavia, nel Tempio della Vergine, tutti gli Specter vengono uccisi da Shaka, che rivela che Saga, Shura e Camus hanno ucciso tre Specter e preso le loro Surplici. Il gruppo di Saga quindi procede a combattere Shaka, ma viene rapidamente sopraffatto. Shaka dice loro di usare l’urlo di Atena, una tecnica proibita per i santi per vedere se sono traditori. Il gruppo di Saga decide di eseguire la tecnica e uccidere Shaka. Alla fine della lotta vengono affrontati da Milo, Mu, Aiolia e Shiryū. Dopo una grande lotta i sei Gold Saint procedono ad eseguire l'urlo, anche se ciò significherebbe distruggere il Santuario. |                                      |                             |
| 22                                   | 32-33 (22) | I cavalieri dello zodiaco 32 (GP) I cavalieri dello zodiaco 33 (GP) I cavalieri dello zodiaco 22 (SC) 「めざめよ!エイトセンシズ」 - Mezameyo! Eito Senshizu | 10 maggio 1990 ISBN 4-08-851537-4    | 1º marzo 2002               |
| 22                                   | 32-33 (22) | Capitoli - 079. La decisione mortale / La mortale decisione di Atena (女神！死の決意?, Atena! Shi no Ketsui) - 080. L'armatura di Athena / Il cloth di Atena (アテナの聖衣?, Atena no Kurosu) - 081. Vai, nuova armatura! / Andate, nuovi cloth! (ゆけ！新生聖衣?, Yuke! Nyū Kurosu) - 082. Le porte dell'aldilà / Il portale del mondo dei morti (冥界への扉?, Meikai e no Tobira) - 083. Scuotere l'ottavo senso! / Svegliati, ottavo senso! (めざめよ！！エイトセンシズ?, Mezameyo!! Eito Senshizu) |                                      |                             |
| 22                                   | 32-33 (22) | Trama Shiryū si unisce all'attacco, sconfiggendo il gruppo di Saga. Saori dice a Mu di portarle Saga e gli altri, e si suicida. Seiya, Shiryū, Hyōga e Shun trovano Shion, che rivela loro che i Gold Saint resuscitati volevano solo dare a Saori l'armatura di Atena per sconfiggere Hades, ma non potevano mai rivelarlo. Prima di far sparire il suo corpo, Shion ripara le armature di bronzo con il sangue di Atena e dà loro l'armatura di Atena negli Inferi, dove Saori li aspetta. Aiolia, Mu e Milo cercano di entrare negli Inferi, ma vengono sconfitti da Rhadamante, che li lancia in un inferno di punizione dagli Inferi. Saga, Shura e Camus cercano di uccidere Pandora, la subordinata di Ade, ma i loro corpi spariscono presto. I Bronze Saint entrano nel castello di Ade, ma vengono sconfitti dai soldati di Rhadamante. Seiya si getta verso uno degli Specter, cadendo negli Inferi, ed è seguito da Dohko, Shiryū, Shun e Hyōga. |                                      |                             |
| 23                                   | 34-35 (23) | I cavalieri dello zodiaco 34 (GP) I cavalieri dello zodiaco 35 (GP) I cavalieri dello zodiaco 23 (SC) 「冥界・絶望の門」 - Meikai Zetsubō no Mon | 10 luglio 1990 ISBN 4-08-851538-2    | 1º aprile 2002              |
| 23                                   | 34-35 (23) | Capitoli - 084. Attraverso l'Acheronte / Attraverso l'Acheronte (渡れ！アケローン河?, Watare! Akerōn-gawa) - 085. La corte solenne / Silenzio a corte (静かなる法廷?, Shizukanaru Hōtei) - 086. L'arrivo di Kanon / Kanon scende sul campo di battaglia (カノン！出陣?, Kanon! Shutsujin) - 087. Orfeo, il cavaliere della leggenda / Orfeo, il Saint leggendario (伝説の聖闘士！オルフェ?, Densetsu no Seinto! Orufe) |                                      |                             |
| 23                                   | 34-35 (23) | Trama Seiya si ritrova negli Inferi con Shun e inizia la sua strada verso il palazzo di Ade. I due al fiume Acheron incontrano uno Specter chiamato Caronte di Acheronte che può portarli oltre il fiume. Dopo essere saliti a bordo Caronte sfida Seiya, ma viene sconfitto. Seiya e Shun arrivano alla Seconda Prigione e trovano un tribunale dove vengono attaccati da Rune di Barlog. Kanon, con l'aramtura dei gemelli, salva Seiya e Shun, e rimangono nella Seconda Prigione per combattere contro i soldati di Rhadamante. Nella terza prigione Seiya e Shun affrontano Pharao della Sfinge, ma vengono improvvisamente colpiti dal Silver Saint Orfeo della Lira. |                                      |                             |
| 24                                   | 35-36 (24) | I cavalieri dello zodiaco 35 (GP) I cavalieri dello zodiaco 36 (GP) I cavalieri dello zodiaco 24 (SC) 「冥王!魂の降誕」 - Hādesu! Tamashii no Kōtan | 10 settembre 1990 ISBN 4-08-851539-0 | 1º maggio 2002              |
| 24                                   | 35-36 (24) | Capitoli - 088. Orfeo, triste requiem / Il triste requiem di Orfeo (オルフェ 悲しき鎮魂歌?, Orufe Kanashiki Rekuiemu) - 089. Ades incarnato in Shun / Hades si impossessa di Shun (ハーデス！瞬への憑依?, Hādesu! Shun he no Hyōi) - 090. Alla Giudecca! / Verso la Giudecca! (急げ！ジュデッカへ?, Isoge! Judekka he) - 091. La battaglia alla quinta prigione / Battaglia mortale nel sesto cerchio (第五獄の死闘！?, Dai go Purizun no Shitō!) |                                      |                             |
| 24                                   | 35-36 (24) | Trama Orfeo porta Seiya e Shun in un giardino dove la sua amante, Euridice, giace attaccata al terreno. Euridice spiega a Seiya e Shun che, una volta morta, Orfeo chiese ad Ade di rianimarla, ma rimase attaccata agli Inferi. Orfeo scopre che Pandora lo ha ingannato per farlo restare a suonare per Hades e decide di unirsi a Seiya e Shun. I tre saint vanno direttamente al palazzo di Hades, con Orfeo che fa finta di esibirsi in un altro concerto. I Saint attaccano Hades, ma scoprono che non c'è. I tre vengono poi attaccati da Rhadamante che uccide Orfeo. Shun rivela improvvisamente di essere il vero Hades e i suoi Specter lo riconoscono come tale. Nel frattempo Kanon, Hyōga e Shiryū arrivano alla Quinta Prigione dove Kanon rimane per combattere Radamante. Una volta che Kanon sconfigge Rhadamante, i restanti due giudici dell'aldilà Minosse del Grifone e Eaco di Garuda attaccano Kanon. Ikki improvvisamente salva Kanon e combatte Eaco. |                                      |                             |
| 25                                   | 37-38 (25) | I cavalieri dello zodiaco 37 (GP) I cavalieri dello zodiaco 38 (GP) I cavalieri dello zodiaco 25 (SC) 「グレイテスト·エクリップス」 - Gureitesuto Ekurippusu | 9 novembre 1990 ISBN 4-08-851540-4   | 1º giugno 2002              |
| 25                                   | 37-38 (25) | Capitoli - 092. Aiace contro la Fenice / Atroce scontro! Garuda contro Fenice (激突！神鷲対不死鳥?, Gekitotsu! Garūda tai Fenikkusu) - 093. La grande eclisse / Greatest Eclipse (グレイテスト エクリップス?, Gureitesuto Ekurippusu) - 094. Le lacrime di Ikki / Ikki lancia il suo colpo tra le lacrime (一輝慟哭の拳?, Ikki Dōkoku no Ken) - 095. Battaglia al Cocito / Battaglia mortale nel Cocito (氷地獄の死闘?, Kokiyūtosu no Shitō) |                                      |                             |
| 25                                   | 37-38 (25) | Trama Ikki sconfigge Eaco e viene improvvisamente trasportato nel Palazzo di Hades. Lì scopre che Shun è stato scelto per essere la nuova reincarnazione di Hades, e ora progetta di creare un'eclissi per congelare la Terra. Ikki affronta Hades, che improvvisamente attacca se stesso da quando Shun sta cercando di aiutare Ikki a sconfiggere se stesso. Ikki rifiuta di uccidere suo fratello e viene sconfitto. Lo Spectre Valentine dell'Arpia porta Ikki nel fiume ghiacciato Cocito, dove si trovano Seiya, Mu, Aiolia e Milo, e Seiya si sveglia improvvisamente. Un Seiya indebolito allora affronta Valentine, e il primo è in grado di vincere. Nel frattempo Saori e Shaka arrivano al palazzo di Hades per affrontarlo. |                                      |                             |
| 26                                   | 38-39 (26) | I cavalieri dello zodiaco 38 (GP) I cavalieri dello zodiaco 39 (GP) I cavalieri dello zodiaco 26 (SC) 「エリシオンへの道」 - Erishion e no Michi | 10 gennaio 1991 ISBN 4-08-851788-1   | 14 luglio 2002              |
| 26                                   | 38-39 (26) | Capitoli - 096. Seguite Ades! / All'inseguimento di Hades! (冥王を追え！！?, Hādesu wo Oe!!) - 097. Distruggete il muro del pianto! / Sfondate il muro del pianto! (打ち破れ！嘆きの壁?, Uchiyabure! Nageki no Kabe) - 098. Il raduno delle armature d'oro / I Gold Cloth uniti (集結！黄金聖衣?, Shūketsu! Gōrudo Kurosu!) - 099. Tra Inferno ed Elisio! / Tra Inferno ed Utopia! (地獄と楽園の間！?, Heru to Yūtopia no Aida) - 100. La strada per l'Elisio / La strada per i Campi Elisi! (エリシオンへの道！?, Erishion e no Michi!) |                                      |                             |
| 26                                   | 38-39 (26) | Trama Atena si presenta al cospetto di Hades, e con il suo potere e il suo sangue divino libera il corpo di Shun dalla possessione del dio, ma finisce per scomparire nel nulla assieme allo spirito di Hades. La crisi è talmente grave che tornano in vita tutti Gold Saint, che si preparano ad aiutare Seiya e gli altri Santi di Bronzo. Kanon manda l'armatura dei Gemelli al fratello e si sacrifica per sconfiggere Radamante. I dodici leggendari guerrieri uniscono il loro cosmo un'ultima volta per creare una breccia nel gigantesco e indistruttibile Muro del Pianto che divide l'Inferno dai Campi Elisi, sacrificando la propria vita. Prima di andare Hyōga combatte Minosse e lo sconfigge. |                                      |                             |
| 27                                   | 40-41 (27) | I cavalieri dello zodiaco 40 (GP) I cavalieri dello zodiaco 41 (GP) I cavalieri dello zodiaco 27 (SC) 「死と眠り！」 - Tanatosu to Hyupunosu! | 8 marzo 1991 ISBN 4-08-851789-X      | 14 agosto 2002              |
| 27                                   | 40-41 (27) | Capitoli - 101. Battaglia fatale! Tre contro uno! / Battaglia mortale! Tre contro uno (死闘！三対一！！?, Shitō! San tai Ichi!!) - 102. L'infanzia di Pandora / La storia di Pandora (パンドラ 灰色の追憶。。。?, Pandora Hai'iro no Tsuioku) - 103. La morte e il sonno / Thanatos e Hypnos (死と眠り！?, Tanatosu to Hyupunosu!) - 104. Il suo nome è Patricia / Il suo nome è Seika (その人は星華！?, Sono Hito wa Seika!) - 105. L'unità dei cavalieri di bronzo / I Bronze Saint di nuovo insieme! (結集！青銅聖闘士?, Kesshū! Buronzu Seinto) - 106. L'aiuto dell'imperatore del mare / L'aiuto di Poseidone (海皇よりの援軍?, Kaiō Yori no Engun) |                                      |                             |
| 27                                   | 40-41 (27) | Trama I cinque Bronze Saint dopo avere sconfitto gli ultimi potenti Specter, giungono finalmente ai campi Elisi, dove li attende una battaglia durissima contro i due Dei subalterni di Hades, Thanatos la Morte e Hypnos il Sonno, intanto Seiya riceva la notizia agognata da molti anni, cioè ritrova sua sorella Seika. Nel momento più critico i Gold Saint giungeranno in loro soccorso tramite i Gold Cloth, che andranno a vestire Seiya e gli altri quattro eroi, ma Thanathos le distrugge con facilità. |                                      |                             |
| 28                                   | 41-42 (28) | I cavalieri dello zodiaco 41 (GP) I cavalieri dello zodiaco 42 (GP) I cavalieri dello zodiaco 28 (SC) 「光あふれる世界へ。。。！」 - Hikari Afureru Sekai e...! | 10 aprile 1991 ISBN 4-08-851790-3    | 14 settembre 2002           |
| 28                                   | 41-42 (28) | Capitoli - 107. Le divine armature della leggenda / I leggendari God Cloth (伝説の神聖衣！?, Densetsu no Goddo Kurosu!) - 108. Insieme nel tempio di Ades! / Irruzione nel tempio di Hades! (突入！ハーデス神殿?, Totsunyū! Hādesu Shinden) - 109. Il risveglio di Ades! / Hades! Il risveglio (冥王！神話よりの覚醒?, Hādesu! Shinwayori no Kakusei) - 110. Verso un mondo pieno di luce / Verso un mondo luminoso… (光あふれる世界へ。。。！?, Hikari Afureru Sekai e...!) |                                      |                             |
| 28                                   | 41-42 (28) | Trama Seika sveglia Seiya e quest'ultimo è in grado di trasformare il suo Pegasus Cloth nel potente God Cloth. Ora che ha potere degli dei, Seiya uccide facilmente Thanatos e va con Ikki a salvare Saori. Hypnos cerca di uccidere Shun, Shiryū e Hyōga, ma usano il loro God Cloth per ucciderlo. Seiya e Ikki sono in grado di usare i loro God Cloth e attaccare la bara di Ade per salvare Saori che è intrappolata in un vaso. Hades nel suo corpo reale risponde all'attacco e sconfigge tutti i Saint che sono lì. Seiya getta l'armatura di Atena su Saori, facendola svegliare. Saori inizia a combattere contro Hades, ma è presto sopraffatta. Mentre Hades lancia la sua spada a Saori, Seiya intercetta l'attacco, sacrificandosi nel processo. I quattro rimanenti Bronze Saint danno il loro Cosmo a Saori, che poi riesce a uccidere Hades. Dopo che Hades è stato sconfitto l'Elisio viene distrutto e Saori fugge con i quattro Bronze Saint, riportando il corpo di Seiya sulla Terra. |                                      |                             |

### Final Edition
La seguente lista riporta i capitoli suddivisi per la loro pubblicazione all'interno della nuova edizione shinosoban denominata Final Edition, pubblicata in Giappone da Akita Shoten dal 2021 e in Italia da Star Comics dal 2022. 
La nuova edizione include come archi narrativi autonomi anche i capitoli speciali pubblicati da Kurumada su Weekly Shonen Champion dal 2017 al 2020.
| Nº | Titolo italiano Giapponese 「Kanji」 - Rōmaji | Data di prima pubblicazione      | Data di prima pubblicazione         |
| Nº | Titolo italiano Giapponese 「Kanji」 - Rōmaji | Giapponese                       | Italiano                            |
| 1  | I Cavalieri dello zodiaco - Saint Seiya Final Edition n. 1 「聖闘士星矢 Final Edition 第1巻」 | 8 giugno 2021 ISBN 9784253295017 | 28 ottobre 2022 ISBN 9788822637987  |
| 1  | Capitoli Saint Seiya - Episode 0 - Presagi - Indication - Scontro mortale - Battle - A voi che ne avrete cura - My Dear Saint Seiya - Episode Athena - Part 1 I Saint di Athena - Part 2 Il Cosmo spirituale - Part 3 Il Cloth di Pegasus - Part 4 Il Gold Cloth - Part 5 Le Galaxian Wars                                                                 |                                  |                                     |
| 2  | I Cavalieri dello zodiaco - Saint Seiya Final Edition n. 2 「聖闘士星矢 Final Edition 第2巻」 | 8 giugno 2021 ISBN 9784253295024 | 30 novembre 2022 ISBN 9788822637963 |
| 2  | Capitoli - Part 6 Cygnus, il guerriero dei ghiacci - Part 7 Dragon, il pugno e lo scudo invincibili - Part 8 Scontro mortale! Pegasus contro Dragon - Part 9 AXIA! - Part 10 Phoenix. il guerriero venuto dall'inferno! - Part 11 Il furto del Gold Cloth - Part 12 I Black Four                                                                           |                                  |                                     |
| 3  | I Cavalieri dello zodiaco - Saint Seiya Final Edition n. 3 「聖闘士星矢 Final Edition 第3巻」 | 8 luglio 2021 ISBN 9784253295048 | 4 gennaio 2023 ISBN 9788822637543   |
| 3  | Capitoli - Part 13 Il palazzo di Mu - Part 14 Scontro mortale! Bronze Saint VS Black Four - Part 15 Scontro brutale! Cygnus contro Phoenix - Part 16 Nebula Chain! La rabbia di Shun - Part 17 Scontro furioso! Dragon VS Dragon - Part 18 Ricordi d'odio sull'Isola Death Queen - Part 19 Memorie dell'Isola Death Queen                                  |                                  |                                     |
| 4  | I Cavalieri dello zodiaco - Saint Seiya Final Edition n. 4 「聖闘士星矢 Final Edition 第4巻」 | 8 luglio 2021 ISBN 9784253295031 | 1° marzo 2023 ISBN 9788822637796    |
| 4  | Capitoli - Part 20 La fenice diventa cenere! - Part 21 Silver Saint: l'incantevole sicario - Part 22 Medaglie per un uomo - Part 23 Le carte dei Saint risorti! - Part 24 Il rabbioso attacco di Seiya! - Part 25 Combatti! Al fianco della dea Athena |                                  |                                     |
| 5  | I Cavalieri dello zodiaco - Saint Seiya Final Edition n. 5 「聖闘士星矢 Final Edition 第5巻」 | 8 luglio 2021 ISBN 9784253295055 | 24 aprile 2023 ISBN 9788822640406   |
| 5  | Capitoli - Part 26 La resurrezione dell'uccello immortale - Part 27 L'adunata dei Bronze Saint - Part 28 Per un glorioso futuro - Part 29 La sfida di Aiolia di Leo - Part 30 Scontro tra Gold cloth - Part 31 Una guerra di mille giorni - Part 32 È l'ora della battaglia decisiva                                                                       |                                  |                                     |
| 6  | I Cavalieri dello zodiaco - Saint Seiya Final Edition n. 6 「聖闘士星矢 Final Edition 第6巻」 | 8 maggio 2023 ISBN 9784253295062 | 31 ottobre 2023 ISBN 9788822643940  |
| 6  | Capitoli - Part 33 Il Santuario e le Dodici Case - Part 34 La Casa dell'Ariete e la rinascita dei Bronze Cloth - Part 35 Battaglia alla Casa del Toro - Part 36 Il labirinto di Gemini - Part 37 Le illusioni della Casa dei Gemelli - Part 38 Scontro mortale alla Casa del Cancro - Part 39 Scontro brutale alla Casa del Leone - Part 40 Per la mia dea |                                  |                                     |
| 7  | I Cavalieri dello zodiaco - Saint Seiya Final Edition n. 7 「聖闘士星矢 Final Edition 第7巻」 | 8 maggio 2023 ISBN 9784253295079 | 9 gennaio 2024 ISBN 9788822643988   |
| 7  | Capitoli - Part 42 Shakya, l'uomo più vicino agli dei - Part 43 Il segreto del Cloth di Libra - Part 44 Scorpion contro Cygnus - Part 45 Avanzare anche a costo della vita - Part 46 Giovani! Vi affido Athena! |                                  |                                     |
| 8  | I Cavalieri dello zodiaco - Saint Seiya Final Edition n. 8 「聖闘士星矢 Final Edition 第8巻」 | 8 giugno 2023 ISBN 9784253295086 | 5 marzo 2024 ISBN 9788822645418     |
| 8  | Capitoli - Part 46 Asura, il portatore di Excalibur - Part 47 Freddo estremo! Lo zero assoluto - Part 48 Un corteo funebre di rose - Part 49 Scontro mortale alla Sala Sacerotale! |                                  |                                     |
| 9  | I Cavalieri dello zodiaco - Saint Seiya Final Edition n. 9 「聖闘士星矢 Final Edition 第9巻」 | 8 giugno 2023 ISBN 9784253295093 | 28 maggio 2024 ISBN 9788822648143   |
| 9  | Capitoli - Part 50 Gemini! L'uomo dei due volti - Part 51 Il suo nome è Saga! - Part 52 La resurrezione di Athena! Special Episode Natasha del paese di ghiaccio |                                  |                                     |
| 10 | I Cavalieri dello zodiaco - Saint Seiya Final Edition n. 10 「聖闘士星矢 Final Edition 第10巻」 | 7 giugno 2024 ISBN 9784253295109 | 4 Febbraio 2025 ISBN 9788822651495  |
| 10 | Capitoli Saint Seiya - Origin - Il terzo Gemini - Ker, la divinità maligna Saint Seiya - Episode Poseidon - Part 1 Il tempio sottomarino - Part 2 Melodia mortale - Part 3 L'incoronazione di Poseidon - Part 4 La rinascita dei Cloth |                                  |                                     |
| 11 | I Cavalieri dello zodiaco - Saint Seiya Final Edition n. 11 「聖闘士星矢 Final Edition 第11巻」 | 9 luglio 2024 ISBN 9784253295116 | 8 aprile 2025 ISBN 9788822651495    |
| 11 | Capitoli - Part 5 Il Bronze Cloth dorato - Part 6 Scontro mortale alla colonna del Pacifico del sud! - Part 7 La catena dorata - Part 8 Golden Lance VS Excalibur - Part 9 Taglia i punti vitali stellari - Part 10 Il cacciatore di affetti |                                  |                                     |
| 12 | I Cavalieri dello zodiaco - Saint Seiya Final Edition n. 12 「聖闘士星矢 Final Edition 第12巻」 | 7 agosto 2024 ISBN 9784253295116 | 15 luglio 2025 ISBN 9788822658432   |
| 12 | Capitoli - Part 11 Furiosa vendetta - Part 12 Isaac, il vecchio amico di ghiaccio - Part 13 Di nuovo amici, dopo la morte ... - Part 14 Il ritorno di Gemini - Part 15 Risuona la preghiera di Athena - Part 16 Due anime contrastanti |                                  |                                     |